# Banovina del Danubio
La Banovina del Danubio o el Banato del Danubio (en serbocroata: Дунавска бановина; Dunavska banovina) era una de las banovinas del Reino de Yugoslavia entre los años 1929 y 1941. Dicha provincia consistía geográficamente de las regiones de Srem, Bačka, Banato, Baranja, Šumadija, y Braničevo. Su capital estaba situada en Novi Sad. La provincia se bautiza en honor al río que la cruza, el Danubio.

## Historia

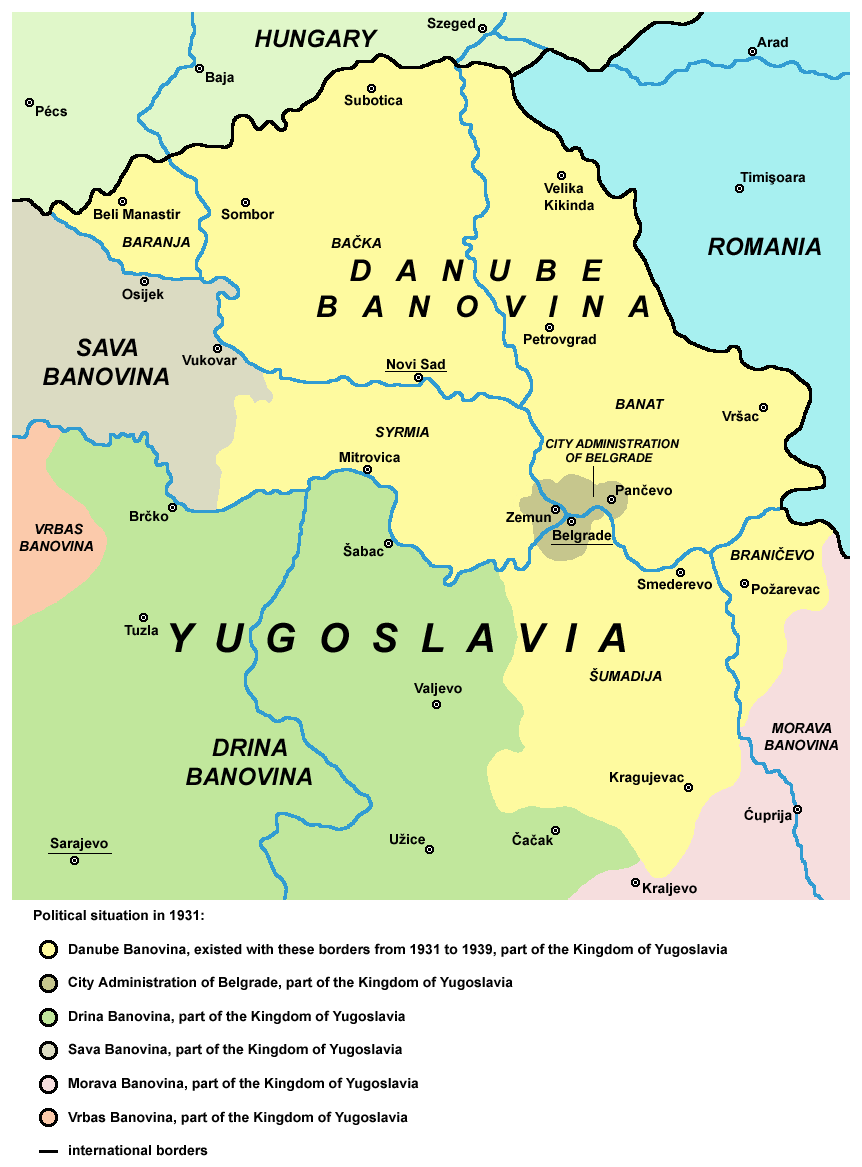
Banovina del Danubio en 1931.

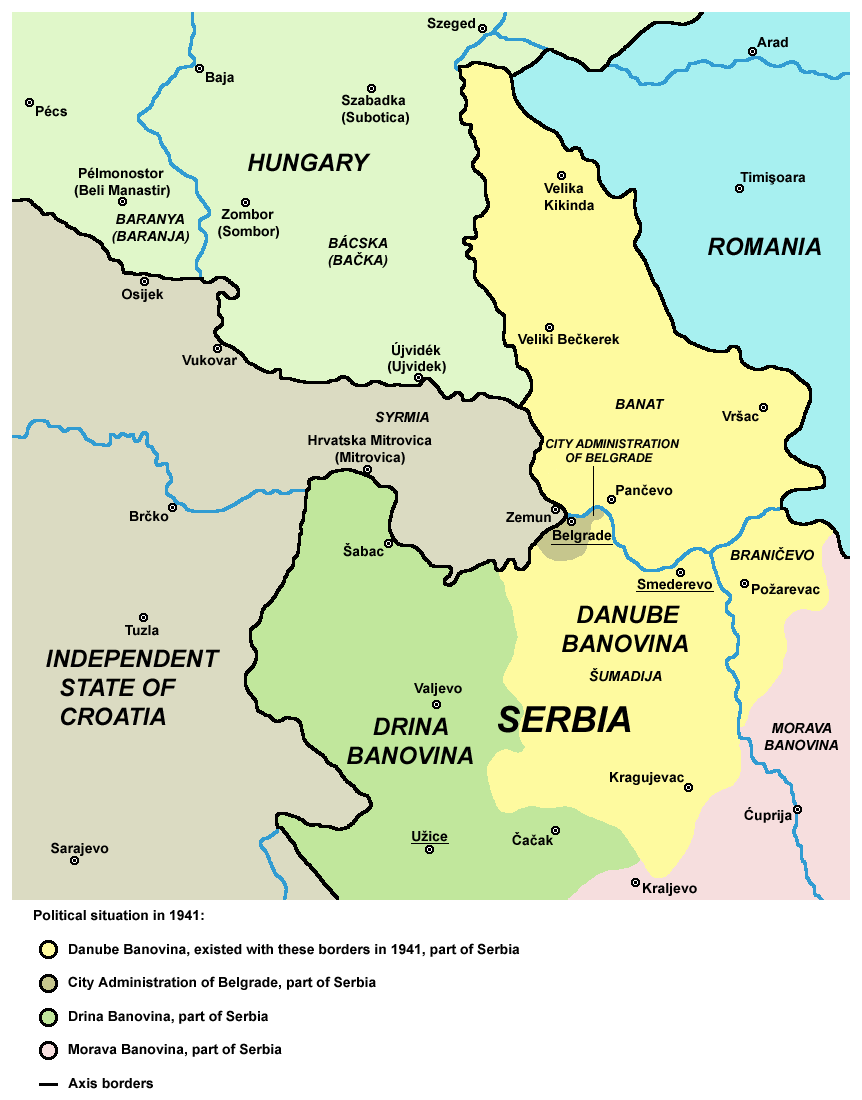
Banovina del Danubio tras la invasión.

En 1931, los distritos de Mitrovica y Šid fueron transferidos de la Banovina del Drina a la Banovina del Danubio. En 1939, cuando la Banovina de Croacia fue formada, los distritos de Šid e Ilok le fueron transferidos.
En 1941, durante la la 2da guerra mundial los Poderes aliados ocuparon militarmente la Banovina del Danuio. Las regiones de Bačka y Baranja fueron cedidas a Hungría, mientras que la de Syrmia sería asignada al Estado Independiente de Croacia. Las partes restantes de la anterior Banovina del Danubio (incluidas Banato, Šumadija, y Braničevo) existieron como parte del Territorio Nazi en Serbia. Sin embargo, el Banato estaba separado mediante una especie de región autónoma gobernada por la minoría alemana.
La región fue restaurada en 1945 como una provincia de Serbia dentro de la entidad federal de la Yugoslavia comunista. En vez de seguirse usando el nombre de la "Banovina del Danubio", se mantuvo su designación histórica, por el nombre de Voivodina, siendo igualmente su capital Novi Sad. La nueva provincia se componía de las regiones de Syrmia, Banato y Bačka. Baranja sería incluida dentro de la República Popular de Croacia, mientras que Šumadija y Braničevo fueron incluidas dentro de la región de Serbia central.

## Fronteras
De acuerdo a la constitución del Reino de Yugoslavia de 1931: 

La Banovina del Danubio está rodeada al sureste por las fronteras de... Sava y de Drina, en el norte y el noreste por las fronteras interestatales con Hungría y Rumania, hasta el punto donde esta última frontera se encuentra con el Danubio. Esta frontera sigue entonces el curso del Danubio hasta la frontera oriental del distrito de Ram y luego gira en el sentido hasta la frontera sur-oriente del distrito de Požarevac. A continuación, sigue las fronteras orientales de los distritos de Morava, Lepenica, Kragujevac, y Gruža, en cuanto llega a la Dulenski Crni Vrh (colina N° 919), girando hacia las Montañas Gledic y desde allí sobre el Krečane (colina N° 760) and Brzak (colina N° 822) hasta el límite de la Banovina del Drina en el Monte Kotlenik, cerca al monte Crni Vrh (colina N° 768).

## Población
Según el censo de población de 1931, la Banovina del Danubio tenía una población estimada en 2,387,495 de habitantes. La distribución étnica de la población de esta región era, para aquel momento, la siguiente: 
- Serbios y croatas (56.9%)
- Magyares (18.2%)
- Alemanes (16.3%)

## Ciudades principales

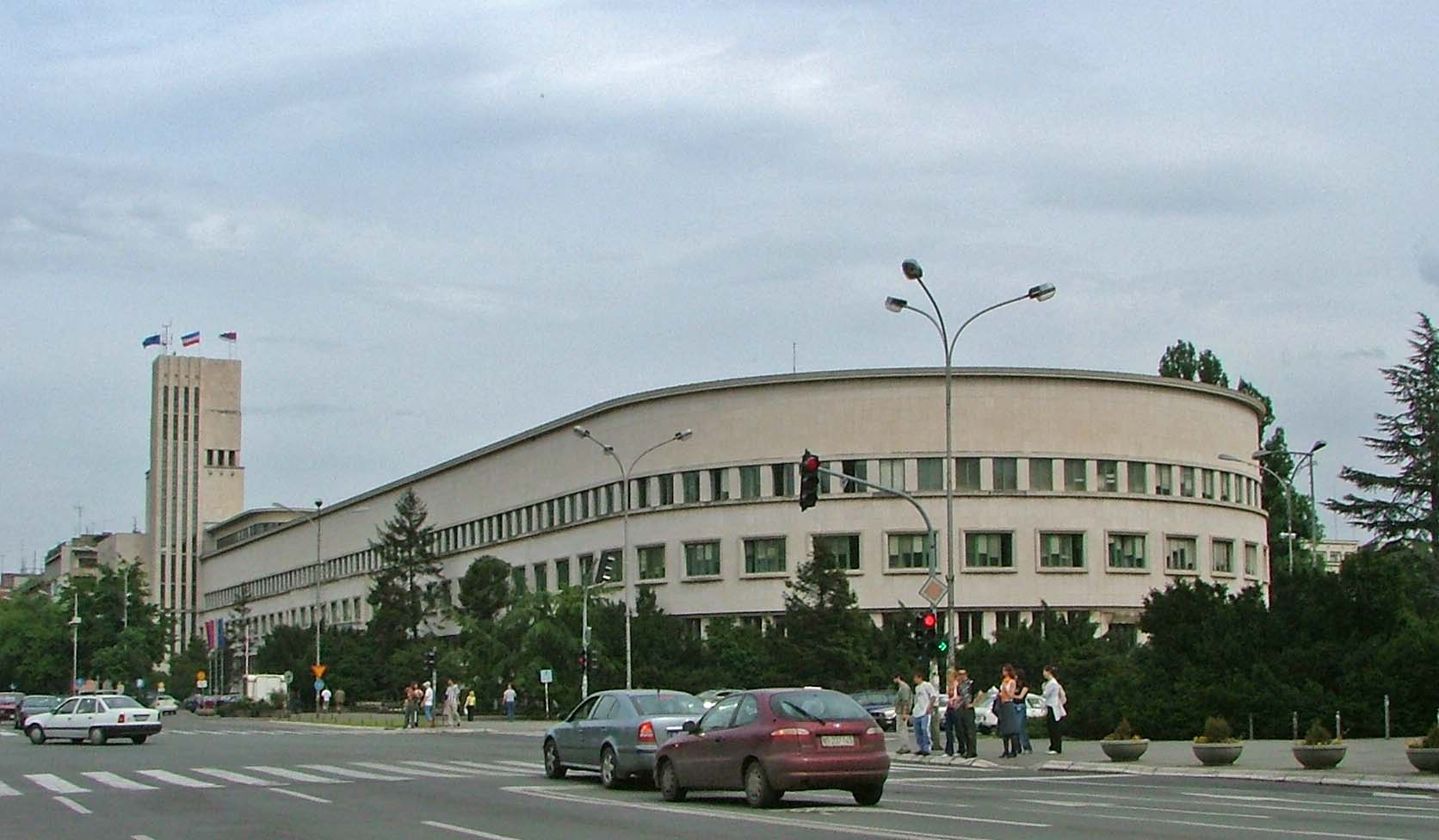
El Palacio de la Banovina, en Novi Sad. Hoy día es la sede del gobierno y de la casa del parlamento de Provincia autónoma de Voivodina.

Las mayores de las ciudades de la Banovina del Danubio fueron:
- Novi Sad
- Subotica
- Petrovgrad (ahora Zrenjanin)
- Sombor
- Velika Kikinda (ahora Kikinda)
- Mitrovica (ahora Sremska Mitrovica)
- Kragujevac
- Smederevo
- Požarevac

## Banes de la Banovina (1929–1941)
- Daka Popović (1929–1930)
- Radoslav Dunjić (1930)
- Svetomir Matić (1930–1931)
- Milan Nikolić (1931–1933)
- Dobrica Matković (1933–1935)
- Milojko Vasović (1935)
- Svetislav Paunović (1935–1936)
- Svetislav Rajić (1936–1939)
- Jovan Radivojević (1939–1940)
- Branko Kijurina (1940–1941)
- Milorad Vlaškalin (1941)